# الاتحاد الخليجي للعلاج الطبيعي
الاتحاد الخليجي للعلاج الطبيعي تم انشاءه عام 2007 ومقرة المنامة في مملكة البحرين تم تأسيسه تحت مضلة مجلس التعاون لدول الخليج العربية، بحيث يكون أكبر تجمع خليجي للعلاج الطبيعي في منطقة الخليج العربية وتنطلق منه جميع الاستراتيجيات العلمية لهذا التخصص.

## الاهداف
- دعم التمثيل الخليجي في المحافل الدولية وخاصة الاتحاد العالمي للعلاج الطبيعي
- العمل على تأمين مستوى لائق لتدريس مهنة العلاج الطبيعي بما لا يقل عن الدرجة الجامعية الأكاديمية الأولى
- تشجيع التحصيل العلمي المستمر، لتحسين وتطوير القدرات العلمية والمهنية، وتبادل المعلومات والخبرات والعمل على وتنظيم مؤتمرات وندوات إقليمية وخليجية.[1]
- العمل على إنشاء مركز بحوث خليجي للعلاج الطبيعي والتشجيع على البحوث العلمية في العلاج الطبيعي.
- مساعدة ودعم مؤسسات العلاج الطبيعي المهنية في كافة دول مجلس التعاون الخليجي وإثبات مكانتها المهنية وحقوق أخصائيي العلاج الطبيعي بكافة الوسائل.[1]

## المقر
تم الاتفاق على ان يكون مقر الاتحاد في عاصمة مملكة البحرين المنامة 

## الرئيس
تم اختيار البروفيسور في التأهيل الطبي والعلاج الطبيعي الدكتور وليد عبدالرزاق الدالي رئيسا للاتحاد وهو من جامعة الملك سعود التي تضم الجمعية السعودية للعلاج الطبيعي الذي اسسها الدكتور الدالي 